# Kalokol

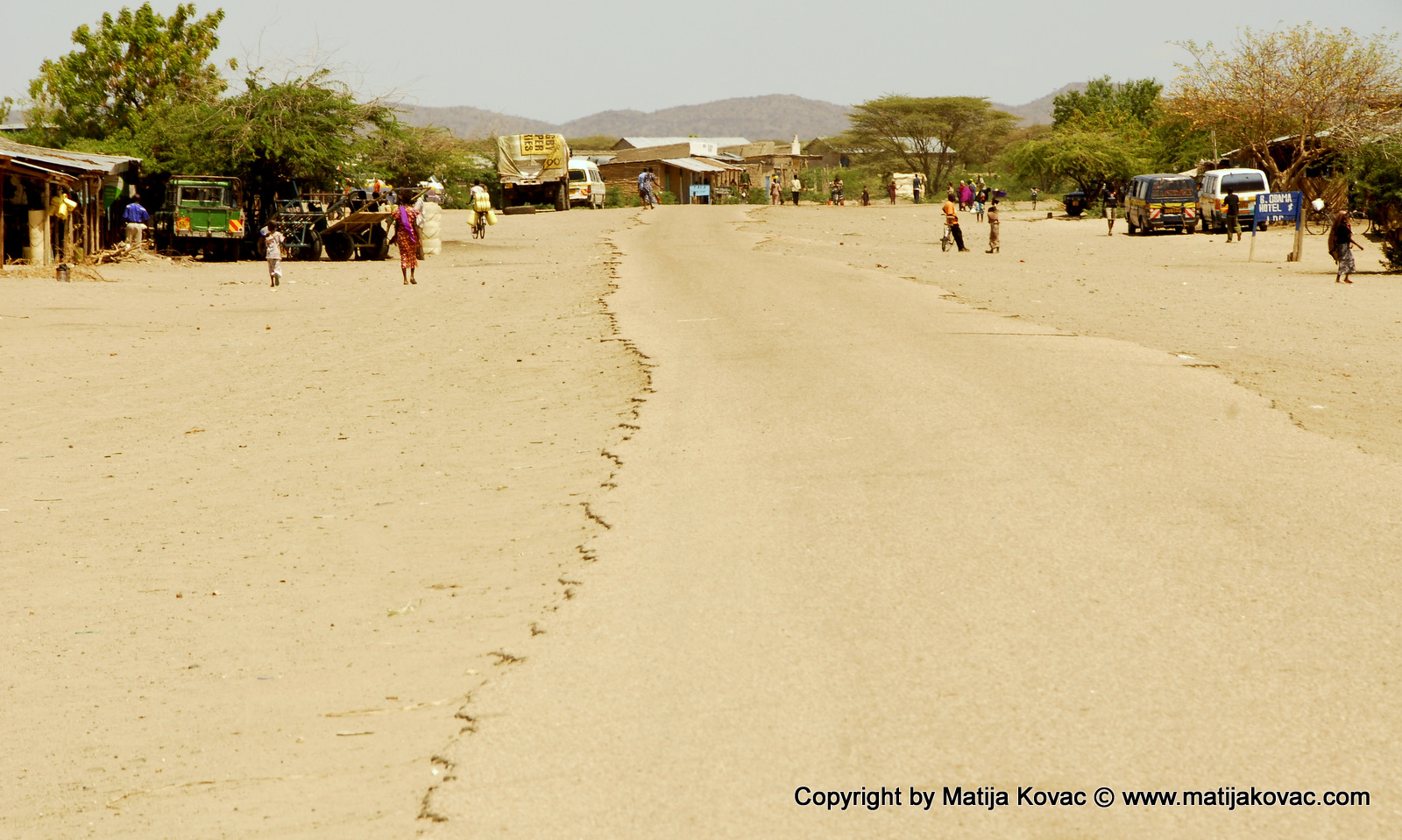
Kalokol

Kalokol är en ort i distriktet Turkana i provinsen Rift Valley i Kenya, vid Turkanasjöns västra strand.